# ルーシー・イン・ザ・スカイ・ウィズ・ダイアモンズ
「ルーシー・イン・ザ・スカイ・ウィズ・ダイアモンズ」(Lucy in the Sky with Diamonds) は、ビートルズの楽曲である。1967年に発売された8作目のイギリス盤公式オリジナル・アルバム『サージェント・ペパーズ・ロンリー・ハーツ・クラブ・バンド』に収録された。レノン＝マッカートニー名義となっているが、主にジョン・レノンによって書かれた楽曲。歌詞はレノンの息子・ジュリアンが保育園で描いた絵に影響を受けている。レノンによれば、楽曲内で描かれる幻想的な情景はルイス・キャロルの『不思議の国のアリス』に触発されたものとしている。
1967年3月にレコーディングされた本作は、ロウリー・オルガンやタンブーラによるドローン効果が特徴となっている。本作は、サイケデリック・ミュージックの典型とされている。1974年にエルトン・ジョンによってカバーされ、Billboard Hot 100では第1位を獲得した。

## 背景
1966年のある日、ジョン・レノンの息子・ジュリアンは保育園から帰ると、ルーシーという名のクラスメートについてジョンに話した。ジュリアンはジョンに絵を見せながら「ルーシーがダイヤモンドを持って空にいるんだ」と説明した。ジュリアンはその後「僕はなぜたくさん描いた絵の中からそれを選んだのか分からない。でも、その当時はルーシーに対する好意をはっきり持っていたんだ。僕はそのころよく父に保育園で描いたり作ったりした物を見せていたんだよ。この絵は父に『ルーシー・イン・ザ・スカイ・ウィズ・ダイアモンズ』のアイディアをひらめかせたんだ」と語った。
タイトルの名詞の頭文字をつなげると「LSD」になることから、幻覚剤の効果を再現したものという憶測が広まった。これについてポール・マッカートニーは否定し、上述のジュリアンが描いた絵がモチーフとなっていると主張し、レノンもこれを認めた。また、歌詞についてレノンは、1968年に「歌詞はすべて『ジャバウォックの詩』を元に書いた」とし、「絶対にルイス・キャロルになってやろうと思っていた。これまでは『きみが好きだし、きみもぼくが好き』と書くのが曲作りで、文章はそれとは異なるものと考えていた。でも、ディランたちを通じて、そのふたつはおなじものだというに気が付いた。だから同じようにすることに決めた。ああいった詩に注ぎこまれたのと同じエネルギーが曲にも注ぎこまれている」と語っている。
マッカートニーは、本作の「Cellophane flowers of yellow and green（黄色や緑色のセロファンの花）」と「Newspaper taxis appear on the shore（岸辺に新聞紙のタクシーがあらわれて）」というフレーズを考案しており、「僕とジョンは言葉遊びをしていた。“岸辺に新聞紙のタクシーがあらわれて”といったフレーズは全て、あのシリーズがまだ続いていて、アリスが別の国に行ったとしたら、彼女の身に起こっていそうなことばかりだ」と語っている。

## レコーディング
この曲のレコーディングに先立って、1967年2月28日にEMIレコーディング・スタジオのスタジオ2でリハーサルが行なわれ、3月1日にレコーディングが開始された。この曲は4トラック・レコーダーで録音され、最初のテイクではトラック1にアコースティック・ギターとピアノ、トラック2にポール・マッカートニーのローリー・オルガン、トラック3にリンゴ・スターのドラム、トラック4にレノンのガイド・ボーカルとシェイカーが録音された。この日に録音されたテイク7が採用され、レノンのガイド・ボーカルが、ジョージ・ハリスンによるタンブーラに置き換えられた。
3月2日に前日に録音した4つのトラックをピンポン録音して、テイク8を作成。なお、この時に録音のスピードを通常の49サイクルより僅かに遅く設定された。これにより、ジョージ・ハリスンのアコースティック・ギターにはフェージング効果が大量にかけられ、音色が大幅に変化することとなった。その後トラック4にマッカートニーのベースとハリスンのリードギターが録音された。
その後、トラック2とトラック3にダブルトラッキングされたレノンのボーカルと、マッカートニーのハーモニーが録音された。なお、レノンのボーカルは、テープレコーダーの回転速度を45サイクルに落とし、マッカートニーのハーモニーは、48.5サイクルで回して録音された。これにより、後のモノラル・ミックスやステレオ・ミックス作成時に通常のスピードで再生すると、録音時よりもテンポが少し速くなり、キーも少し高く聴こえるようになった。
本作のモノラル・ミックスは3月2日に11パターンも制作されたが、最終的に3月3日に制作されたモノラル・ミックスが採用された。なお、ステレオ・ミックスは4月7日に制作された。
レコーディング・セッション時のアウトテイクが正式にリリースされており、1996年に発売された『ザ・ビートルズ・アンソロジー2』にはテイク6、7、8を組み合わせた音源が収録され、2017年に発売された『サージェント・ペパーズ・ロンリー・ハーツ・クラブ・バンド -50周年記念エディション-〈6枚組スーパー・デラックス〉』にはテイク5と1967年3月2日に制作された初期段階のモノラル・ミックスが収録された。

## リリース・評価
「ルーシー・イン・ザ・スカイ・ウィズ・ダイアモンズ」は、1967年6月1日にパーロフォンより発売されたオリジナル・アルバム『サージェント・ペパーズ・ロンリー・ハーツ・クラブ・バンド』のA面3曲目に収録され、解散後の1973年に発売されたコンピレーション・アルバム『ザ・ビートルズ1967年〜1970年』にも収録された。
1968年に公開されたアニメ映画『イエロー・サブマリン』で使用されており、1999年に発表された『イエロー・サブマリン 〜ソングトラック〜』には、リミックスが施された音源が収録された。同作に収録されたミックスでは、オリジナルで左寄りに定位していたスネアドラムが中央に定位していて、サビでの低音のコーラスが強調されている。
2006年にシルク・ドゥ・ソレイユのショーのサウンドトラック・アルバムとして発売された『LOVE』には、「ビーイング・フォー・ザ・ベネフィット・オブ・ミスター・カイト」のドラムロール、「サージェント・ペパーズ・ロンリー・ハーツ・クラブ・バンド」のブラス、「トゥモロー・ネバー・ノウズ」のサウンドエフェクトが加えられた音源が収録された。
本作について評論家のリチャード・ゴールドスタインは、『ニューヨーク・タイムズ』紙で「魅力的な珍品で、それ以上のものはない」と評し、『オールミュージック』のスティーヴン・トマス・アールワインは「イギリスのサイケデリアの基準となる1曲」と評している。音楽評論家のリッチー・アンターバーガーは「音の質感と言葉の両方で、夢の世界をうまく惹起する曲は他にない」と評している。

## クレジット（ビートルズ版）
特記がない限り、2017年に発売された『サージェント・ペパーズ・ロンリー・ハーツ・クラブ・バンド (50周年記念エディション)』に掲載されたクレジットに準拠。
- ジョン・レノン - ダブルトラックのリード・ボーカル、ギター
- ポール・マッカートニー - ハーモニー・ボーカル、ロウリー・オルガン、ベース
- ジョージ・ハリスン - リードギター、アコースティック・ギター、タンブーラ（英語版）
- リンゴ・スター - ドラム
- ジョージ・マーティン - ピアノ[19]

## 認定（ビートルズ版）
| 国/地域                          | 認定   | 認定/売上数 |
| -------------------------------- | ------ | ----------- |
| イギリス (BPI)                   | Silver | 200,000     |
| 認定のみに基づく売上数と再生回数 |        |             |

## 文化的影響
レノンは、同年に発表したビートルズの楽曲「アイ・アム・ザ・ウォルラス」でも、「空を飛ぶルーシー（Lucy in the sky）」を登場させている。
この曲は人類学上の発見にも影響を与えた。1974年11月24日にドナルド・ジョハンソンとトム・グレイはエチオピアのアワッシュ川下流域で318万年前の化石人類、アウストラロピテクス・アファレンシスの女性の骨格を発見した。その作業時に本作が流れていたことから、その化石人骨は「ルーシー」と名付けられた。
2004年2月13日に、ハーバード大学の天文学者は白色矮星ケンタウルス座V886星の発見を発表した。ケンタウルス座V886星は炭素で構成され、最大で1034カラット (2×1030kg、太陽質量程度) が結晶化してダイヤモンドになっていると考えられた事から、彼らはその星を本曲に因んで「ルーシー」と名付けた。
アーサー・C・クラークのSF小説『2010年宇宙の旅』では、木星がモノリスの力で太陽化して「ルシファー」と命名されるが、続編『2061年宇宙の旅』では木星の核に存在した超巨大ダイヤモンドがルシファー誕生の際に宇宙に飛散したとされ、本曲に触れるくだりがある。
ジェシー・ネルソン監督の映画『アイ・アム・サム』では、サムが生まれた娘に本曲からインスパイアを受けルーシー・ダイアモンドと名付けている。
2011年に行われたオークションで、レノンの手書きによる歌詞が出品され、23万ドルで落札された。

## カバー・バージョン

### エルトン・ジョンによるカバー
1974年8月にカリブー・ランチにエルトン・ジョンによるカバー・バージョンのレコーディングが行なわれた。エルトンのカバー・バージョンには、レノンがドクター・ウィンストン・オーブギー（Dr. Winston O'Boogie）という変名で参加しており、ギターとハーモニー・ボーカルを担当した。同年11月にシングル盤として発売され、B面にはレノンのアルバム『マインド・ゲームス』からのカバーである「ワン・デイ」が収録された。
シングル盤は、1975年1月のBillboard Hot 100で2週連続で第1位を獲得し、イギリスでは最高位10位を記録。アメリカレコード協会からゴールド認定を受けた。
1974年から1976年までに開催されたライブで演奏されており、1995年に再発売された『ヒア・アンド・ゼア〜ライブ・イン・ロンドン&N.Y.』に1974年のマディソン・スクエア・ガーデン公演でのライブ音源が収録された。また、1976年に公開された映画『映画と実録でつづる第二次世界大戦』では、サウンドトラックとして使用された。

#### クレジット（エルトン・ジョン版）
※出典
- エルトン・ジョン - リード・ボーカル、バッキング・ボーカル、ピアノ、メロトロン、ハープシコード
- ジョン・レノン（ドクター・ウィンストン・オーブギー） - バッキング・ボーカル、ギター
- デイヴィー・ジョンストン（英語版） - バッキング・ボーカル、エレクトリック・ギター、シタール
- ディー・マレイ（英語版） - ベース、バッキング・ボーカル
- ナイジェル・オルソン（英語版） - ドラム、バッキング・ボーカル
- レイ・クーパー（英語版） - タンバリン、チューブラーベル、ゴング、マラカス、マークツリー（英語版）

#### チャート成績（エルトン・ジョン版）
| チャート (1974年 - 1975年)               | 最高位 |
| ---------------------------------------- | ------ |
| オーストラリア (Australian Music Report) | 3      |
| Canada Top Singles (RPM)                 | 1      |
| ニュージーランド (Recorded Music NZ)     | 11     |
| UK シングルス (OCC)                      | 10     |
| US Billboard Hot 100                     | 1      |
| 西ドイツ (Official German Charts)        | 31     |

| チャート (1975年)                        | 順位 |
| ---------------------------------------- | ---- |
| オーストラリア (Australian Music Report) | 33   |
| Canada Top Singles (RPM)                 | 7    |
| US Billboard Hot 100                     | 35   |

#### 認定（エルトン・ジョン版）
| 国/地域                    | 認定 | 認定/売上数 |
| -------------------------- | ---- | ----------- |
| アメリカ合衆国 (RIAA)      | Gold | 1,000,000^  |
| ^ 認定のみに基づく出荷枚数 |      |             |

### その他のアーティストによるカバー
- ウィリアム・シャトナー - 1986年にカバー。シャトナーによるカバー・バージョンは、ビートルズのカバーの中でも史上最悪の楽曲とされ[43]、シャトナー本人も自伝でそうした評価があることは認めている[44]。
- 伊藤銀次 - 1988年に発売されたトリビュート・アルバム『抱きしめたい』に収録。
- ブラック・クロウズ - 2001年に公開された映画『アイ・アム・サム』でサウンドトラックとして歌唱[45]。
- PUFFY - 2005年に発売されたジョン・レノンのトリビュート・アルバム『HAPPY BIRTHDAY, JOHN』に収録[46]。
- ザ・フレーミング・リップス - 2014年に発売したカバー・アルバム『With a Little Help From My Fwends[注釈 3]』で、マイリー・サイラスとモービーをゲストに迎えて本作をカバー。同年11月18日には配信限定シングルとしても発売された[48]。